# Das Original
Das Original ist ein Lied des deutschen Rappers Prinz Pi, das in Kooperation mit dem deutschen Popsänger Mark Forster entstand. Das Stück ist Teil von Prinz Pis vierzehntem Studioalbum Nichts war umsonst.

## Entstehung und Veröffentlichung
Geschrieben wurde das Lied gemeinsam von Benjamin Bistram (Biztram), Mark Ćwiertnia (Mark Forster), Friedrich Kautz (Prinz Pi), Konstantin Scherer (Djorkaeff), Vincent Stein (Beatzarre) und Nico Wellenbrink (Nico Santos). Aufgenommen und produziert wurde das Stück von Beatzarre, Biztram und Djorkaeff; bei den Aufnahmen wurden die drei von Prinz Pi unterstützt. Beatzarre und Djorkaeff fungierten darüber hinaus als „Ausführende Produzenten“ (Executive Producer). Die Abmischung sowie das Mastering erfolgte bei TrueBusyness Mastering in Berlin unter der Leitung von Sascha ‘Busy’ Bühren. Das Lied wurde unter dem Independent-Label Keine Liebe Records veröffentlicht, durch Groove Attack vertrieben und durch Budde Music, Edition Bis, Edition Djorkaeff-Beatzarre und Fisherman Songs verlegt.
Die Erstveröffentlichung von Das Original erfolgte als Teil von Prinz Pis 14. Studioalbum Nichts war umsonst am 3. November 2017. Auf der Deluxeversion des Albums ist das Lied in drei Versionen zu finden. Es beinhaltet die Albumversion mit Gesang, eine Instrumentalversion sowie eine Pianoversion, die Forster und Pi zusammen mit dem aus Berlin-Kreuzberg stammenden Rapper BRKN aufnahmen.

## Inhalt
| „Guck mal in dein’n Spiegel, da steht das Original. Du bist nicht kopiert, nein, du bist gemalt. Alles, alles echt, nix gefakt oder falsch. Keine zweite Wahl, nein du bist das Original.“ – Refrain, Originalauszug | Der Liedtext zu Das Original ist in deutscher Sprache verfasst. Die Musik wurde von Mark Forster, Konstantin Scherer (Djorkaeff), Vincent Stein (Beatzarre) und Nico Wellenbrink (Nico Santos); der Text von Benjamin Bistram (Biztram), Forster und Friedrich Kautz (Prinz Pi) geschrieben. Musikalisch bewegt sich das Lied im Bereich des Conscious Raps und der Popmusik. Das Tempo beträgt 84 Beats per minute. Aufgebaut ist das Lied auf zwei Strophen sowie einem Refrain zwischen den Strophen und nach der zweiten Strophe. Nach dem zweiten Refrain erfolgt eine Bridge, ehe der abschließende Refrain folgt. Die Strophen werden von Pi gerappt, der Refrain von Forster gesungen. Während der Bridge hört man beide Interpreten. Neben Forster und Pi, sind im Hintergrund die Stimmen von Amanda, Elias Hadjeus, Kelvin Jones und Santos zu hören. Eingespielt wurde das Lied durch externe Studiomusiker. Zu hören sind Elias Hadjeus an der Gitarre, Sjan an der Orgel sowie Marius Mahn am Bass. |

## Mitwirkende
| Liedproduktion - Amanda: Hintergrundgesang - Benjamin Bistram (Biztram): Liedtexter, Musikproduzent, Tonmeister - Sascha ‘Busy’ Bühren: Mastering - Mark Ćwiertnia (Mark Forster): Gesang, Komponist, Liedtexter - Elias Hadjeus: Gitarre, Hintergrundgesang - Kelvin Jones: Hintergrundgesang - Friedrich Kautz (Prinz Pi): Liedtexter, Rap, Tonmeister - Marius Mahn: Bass - Konstantin Scherer (Djorkaeff): Ausführender Produzent, Komponist, Musikproduzent, Tonmeister - Sjan: Orgel - Vincent Stein (Beatzarre): Ausführender Produzent, Komponist, Musikproduzent, Tonmeister - Nico Wellenbrink (Nico Santos): Hintergrundgesang, Komponist | Unternehmen - Budde Music: Musikverlag - Edition Bis: Musikverlag - Edition Djorkaeff-Beatzarre: Musikverlag - Fisherman Songs: Musikverlag - Groove Attack: Vertrieb - Keine Liebe Records: Musiklabel - TrueBusyness Mastering: Mastering |

## Rezensionen
Yannik Gölz vom deutschen Online-Magazin laut.de vergab für das Gesamtprodukt Nichts war umsonst drei von fünf Sternen und kam bei seiner Rezension zum Entschluss, dass „leider Gottes“ zu viele Stücke versuchen Hits zu sein. Das Original gerate als „derart schmieriger Kopf-Hoch-Song“ über irgendeine „nondeskripte Dame“, dass man meinen könne, hier wurden Formeln aus den alten „One-Direction-Tagen“ neu aufgekocht.
Marcel Menne vom deutschsprachigen E-Zine Plattentests.de vergab für das Album lediglich drei von zehn Punkten. Er ist der Meinung, dass Das Original den „Teenie-Mädchen“ das einprügele, was sie hören wollen, nämlich, dass sie was Besonderes seien. Forster könne typische „Plattitüden“ in einem „halbwegs nett klingenden Refrain“ an den Mann bringen, während Pi gewohnt „routiniert“ rappe. Radiotauglicher sei „Der Prinz“ nie gewesen.
Julia Lorenz vom Musikexpress kommt zum Entschluss, dass man sich „coolness“ nicht kaufen könne und es „peinlich“ sei, wenn man „allerlei“ Kalendersprüche über Authentizität aufsagt. Wenn man denke, das „Nervpotenzial“ ließe sich nur noch steigern, indem irgendeine „Formatradio-Flitzpiepe“ aus der Torte springt, fängt „prompt“ Forster an zu singen: „Oh-oh-eoooh-oh“.

## Chartplatzierungen
Bei Das Original handelt es sich um keine offizielle Singleveröffentlichung, das Lied erreichte lediglich aufgrund hoher Downloads die Charts. Das Lied erreichte in Deutschland Position 59 der Charts. Das Stück konnte sich ebenfalls mehrere Tage lang in den Tagesauswertungen der deutschen iTunes-Charts platzieren und erreichte mit Position 47 seine Höchstplatzierung am 4. November 2017.
Für Forster als Interpret ist Das Original, inklusive des Charterfolgs mit seinem Musikprojekt Eff, bereits der 13. Charterfolg in Deutschland. Als Autor ist dies bereits Forsters 15. Charterfolg in Deutschland. Für Prinz Pi als Autor und Interpret ist dies der zwölfte Charterfolg in den deutschen Singlecharts. Scherer und Stein erreichten in ihrer Autoren- oder Produzenttätigkeit jeweils zum 61. Mal die deutschen Charts. Für Bistram ist es als Autor oder Produzent der zwölfte Charterfolg in Deutschland. Wellenbrink erreichte mit Das Original zum siebten Mal die deutschen Charts als Autor.